# Moloko Temo
Moloko Temo, även Kookoo Molookoo (officiellt född 4 juni 1874, död 2 eller 3 juli 2009), från Limpopo i Sydafrika påstod sig vara världens äldsta levande person vid 134 års ålder. Detta gjorde hennes påstående 5,5 år äldre än något annat påstående, med Maria Olivia da Silva från Brasilien på andraplats. Hur som helst har deras födelsedatum varken verifierats av Guinness rekordbok eller Gerontology Research Group.
Molokos påstående kommer från ett identitetskort som delades ut till henne 1988 enligt den afrikaansspråkiga nyhetsbyrån Beeld Daily. Problemet med det är att dokumentet skapades 1988, och inte är en kopia från tiden för hennes födelse. Troligen är födelsedatumet en gissning. Beräknat efter Molokos barns ålder är hon troligen 30 år yngre än vad hon påstår. Om hon nu skulle vara 134 år gammal, skulle hon fött barn vid 54 års ålder. Men om hon skulle vara 104 år gammal, skulle hon gjort det vid 24 års ålder.
Moloko levde mot slutet med sin då 79-åriga dotter Evelyn, i den nordöstliga provinsen Limpopo i Sydafrika. Hon hade 8 barn, 29 barnbarn, 59 barnbarnsbarn och 5 barnbarnsbarnbarn.
Guinness rekordbok har inte givit någon som helst antydan om att de planerar att acceptera detta påstående, trots medias påståenden om motsatsen. Eftersom påståendet om Moleko Temos ålder inte är troligt, kan det tas mer som en mediastory än verklighet.
På hennes påstådda 134-årsdag, gjordes ett uttalande om att det skulle göras fortsatta försök att verifiera hennes ålder.
Efter Habib Miyans död den 19 augusti 2008, blev Moloko den sista person som påstås vara född före 1880.